# Sant Andreu de la Castanya
Sant Andreu de la Castanya és una masia del Brull (Osona) protegida com a Bé Cultural d'Interès Local.

## Descripció
Petit complex agrari- ramader format a partir de l'ampliació d'un nucli inicial amb diversos cossos. La façana principal està orientada cap al sud i s'hi accedeix a través d'un portal que condueix a una era de reduïdes dimensions, delimitada al sud per uns corrals, a ponent pel portal i a llevant per unes corts. La casa consta de planta baixa i un sol pis, i en destaca una galeria porxada al nivell del primer pis a la part sud. Per la seva situació al pendent, la casa consta almenys de dos nivells de sòl, més elevat a tramuntana que al sud. La teulada del cos principal és de teula àrab i doble vessant (est/oest).

## Història
Tot i la seva invocació, el mas de Sant Andreu de la Castanya mai ha comptat amb cap capella dedicada a aquest sant. La masia que es pot veure avui dia data essencialment del segle xviii, segons es desprèn de les llindes (1725 i 1752), i hauria estat el resultat de l'ampliació d'un antic nucli. Tot i que no és habitada amb regularitat, segueix funcionant com a centre ramader i agrari, fet que ha comportat que se'n restaurés una part als anys 50 (teulades i forjats). El seu aspecte actual és d'abandonament.